# Parmatergus
Parmatergus là một chi nhện trong họ Araneidae.